# Chó Affenpinscher
Chó Affenpinscher /ˈæf.ənˌpɪn.tʃər/, còn được gọi là chó khỉ (Monkey Terrier) là một giống chó cảnh tương tự giống chó Pinscher.

## Lịch sử

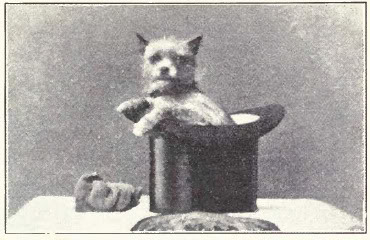
Một con chó Affenpinscher vào khoảng năm 1915

Loài này có nguồn gốc từ Đức và có niên đại từ thế kỷ XVIII. Tên của giống chó này có nguồn gốc từ tiếng Đức Affe (khỉ). Loài này có trước và là tổ tiên của chó Griffon Bruxellois (Brussels Griffon) và chó Miniature Schnauzer.
Chó Affenpinscher đã được biết đến từ khoảng năm 1600, nhưng những con chó Affenpinscher của thế kỷ 16 có phần lớn hơn, khoảng 12 đến 13 inch, và có màu xám, nâu vàng, đen và nâu và đỏ. Chân trắng và ngực trắng là rất phổ biến. Loài này đã được tạo ra để trở thành một loài bắt chuột, được nuôi để loại bỏ động vật gặm nhấm ra khỏi nhà bếp, kho gạo, và chuồng nuôi súc vật.
Banana Joe V Tani Kazari (còn được gọi là Joe), một con chó cái Affenpinscher 5 tuổi, đã giành giải Best in Show tại Triển lãm Chó của câu lạc bộ Kennel Westminster năm 2013 tại thành phố New York. Chiến thắng này đáng chú ý vì đây là lần đầu tiên giống chó này đoạt giải Best in Show tại Westminster.

## Mô tả

### Ngoại hình
Một con chó Affenpinscher thường nặng 6,5 đến 13,2 pounds (2,9-6,0kg) và cao từ 9 đến 12 inch (23 đến 30cm) tính đến vai. Nó có một lớp lông thô ráp nếu không bị cắt tỉa, và nếu được cắt tỉa, lớp lông này có thể mềm hơn. Nó có một biểu hiện giống khỉ đáng chú ý (Affe có nghĩa là khỉ trong tiếng Đức). Lớp lông của nó xù xì hơn trên đầu và vai tạo thành bờm, với lông ngắn hơn trên lưng. Lông của nó cứng và xù xì khi được cắt tỉa đúng cách. Tiêu chuẩn giống của FCI và KC quy định rằng lớp lông phải có màu đen, nhưng AKC cũng cho phép các màu xám, bạc, đỏ, đen và nâu, và belge (hỗn hợp của các sợi lông đỏ, nâu, đen và trắng); các câu lạc bộ khác có một danh sách các màu sắc có thể chấp nhận được cho loài chó này, với màu đen là màu được ưa thích.